# Dorwinion
 (septembre 2023).
Si vous disposez d'ouvrages ou d'articles de référence ou si vous connaissez des sites web de qualité traitant du thème abordé ici, merci de compléter l'article en donnant les références utiles à sa vérifiabilité et en les liant à la section « Notes et références ».

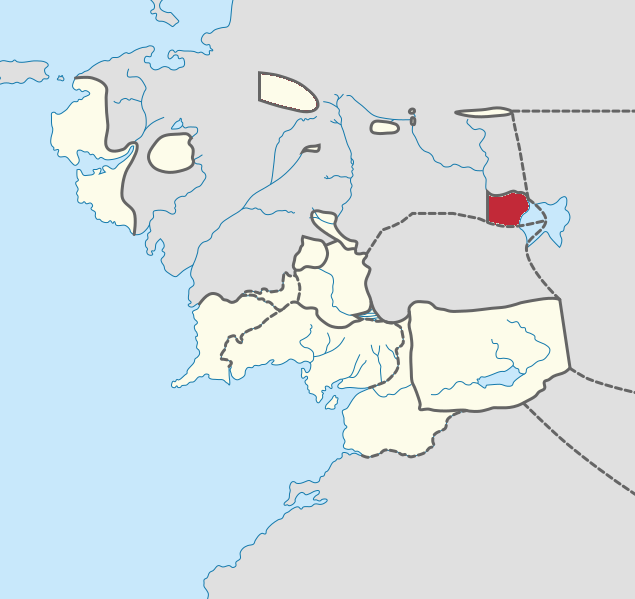
Emplacement du Dorwinion au Troisième age en Terre du Milieu

Dans l'œuvre de fiction de J. R. R. Tolkien, le Dorwinion ou Dor-Winion est une région de la Terre du Milieu située sur les rivages nord-ouest de la Mer de Rhûn.
Le Dorwinion fut dessiné sur la carte de la Terre du Milieu de Pauline Baynes comme se trouvant à l'embouchure des fleuves Carnen et Celduin, sur les rivages nord-ouest de la Mer de Rhûn, et depuis lors il apparait à cette position dans les autres cartes.
Le Dorwinion est mentionné dans Bilbo le Hobbit comme le lieu d'où provient le vin spécial du Roi-Elfe Thranduil, et les tonneaux transitent par la rivière de la Forêt Noire vers Esgaroth sur le Long Lac, clairement impliquant une route commerciale.
Le Dorwinion est aussi mentionné dans le Narn i Chîn Húrin, comme le lieu d'où provient le vin consommé dans les salles de Menegroth du Roi Thingol. Il est dit qu'il se trouve dans le Sud Brûlant, ce qui suggère un 'Dorwinion' différent, ou cela peut se référer au fait qu'il provient des terres du sud du Rhovanion par la voie du Men-i-naugrim.
Bien que le nom Dorwinion fut interprété comme le "Pays du Vin", en fait la vraie signification du nom est donnée par un terme ressemblant à "Jeune Pays" ou "Nouvelle Terre".
La nature de la population résidant au Dorwinion est également obscure: il s'agirait peut-être d'Elfes, car les Hommes étaient encore jeunes et aucun royaume humain n'est connu avant leur établissement en Estolad. D'autre part, il devrait être habité par les Hommes, si l'on tient compte de son emplacement, et de références aux "vignobles des Hommes dans de lointaines terres" dans Bilbo le Hobbit. Un changement de population est aussi possible vu que Bilbo le Hobbit se déroule 6000 ans après le Narn, et que la plupart des Elfes y vivant devraient l'avoir quitté, si l'on tient compte de sa proximité avec le Mordor.
Le Dorwinion fut probablement une partie du royaume de Gondor pendant le sixième siècle du Troisième Âge jusqu'en 1856 quand le Gondor se replia vers le fleuve Anduin.

## Source
- (en) Cet article est partiellement ou en totalité issu de l’article de Wikipédia en anglais intitulé « Dorwinion » (voir la liste des auteurs).